# Federazione di hockey su ghiaccio della Slovenia
La Federazione slovena di hockey su ghiaccio (slv. Hokejska zveza Slovenije, NZS) è un'organizzazione fondata nel 1992 per governare la pratica dell'hockey su ghiaccio in Slovenia.
Ha aderito all'International Ice Hockey Federation il 6 maggio 1992.